# قضيب موازنة

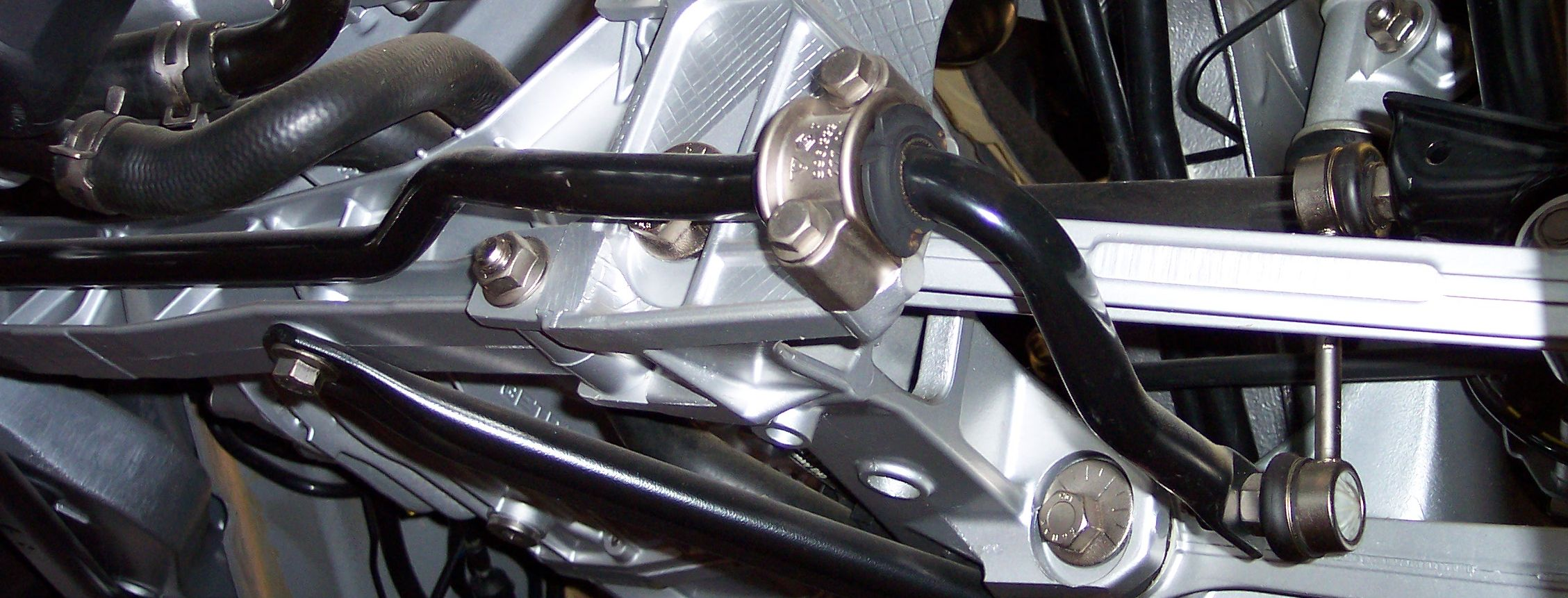
قضيب الموازنة الخلفي (أسود) في سيارة "بورشيه" 911.

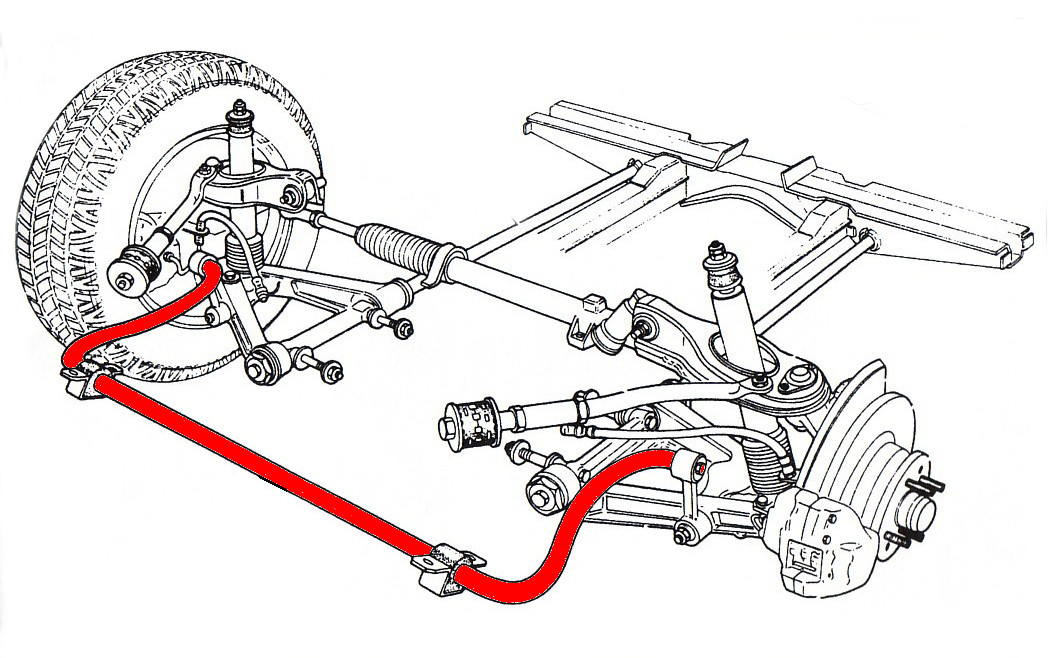
قضيب الموازنة (أحمر).

قضيب موازنة (بالإنجليزية: Stabilising bar) هو قضيب منحني يعمل مثل النباض في مجموعة الحركة في سيارة أو مركبة، وهو يعمل على توازن جسم السيارة في المنحنيات وخفض معدل ميلها إلى خارج المنحنى . بهذا تحافظ السيارة على البقاء في خط السير الذي يريده السائق. قضيب الموازنة هو جزء من نظام التعليق في السيارة، وهما معا يعملان على عدم انزياح جسم السيارة في المنحنيات إلى الخارج.

## اقرأ أيضا
- انزياح جسم السيارة
- نظام تعليق
- ممتص صدمات